# 洛绒绕吉
洛绒绕吉（19世纪？—19世纪？）藏族，今四川省甘孜藏族自治州道孚县人，第一世戈教活佛。

## 生平
道光十八年（1838年），惠远寺喇嘛洛绒绕吉自西藏完成学经回到家乡后，在惠远寺附近的一个山洞内修行。一晚，他梦见观音菩萨进入山洞对他说：“今晚有一不平凡的婴儿降生，以后你要关照好。”次日，他风闻满秋泽登邓珠家出生了一名男婴，便前往祝贺。此后，他经常看望这个男孩。
道光二十一年五月二十五日（1841年），拉萨布达拉宫金瓶掣签认定这个男孩为十世达赖的转世灵童。男孩从惠远寺启程赴西藏拉萨时，喇嘛洛绒绕吉也随其同往。这个男孩成为了十一世达赖。自此，洛绒绕吉便成为十一世达赖的侍从，获封为“戈教堪布”（一般指随侍达赖照料起居的高级僧官，其地位相当于堪布）。洛绒绕吉圆寂后，十一世达赖认定其为惠远寺第一世戈教活佛。